# Antonio Orejuela
Antonio José Orejuela Rivero (Madrid, Comunidad de Madrid, España, 2 de diciembre de 1960) es un exfutbolista español. Jugaba de centrocampista. Emigra a los 6 años junto a su familia a Langenselbold (Alemania), volvió a España con 23 años, e hizo toda su carrera profesional en su país natal. Es primo de los también futbolistas Diego Orejuela y Jesús Orejuela.

## Trayectoria
- 1982-83 FSV Frankfurt  Alemania
- 1983-84 UD Salamanca  España
- 1984-88 RCD Mallorca  España
- 1988-93 Atlético de Madrid España
- 1993-94 Rayo Vallecano  España
- 1994-95 Granada  España
- 1995 RCD Mallorca  España
- 1996-97 Atlético Baleares  España

## Palmarés
| Título       | Club               | País   | Año  |
| ------------ | ------------------ | ------ | ---- |
| Copa del Rey | Atlético de Madrid | España | 1991 |
| Copa del Rey | Atlético de Madrid | España | 1992 |